# La città e la metropoli
La città e la metropoli è un romanzo di Jack Kerouac pubblicato nel 1950 dalla casa editrice Harcourt Brace. Il romanzo, composto tra il 1946 e il 1948, viene inizialmente rifiutato da diversi editori soprattutto per via dell'eccessiva lunghezza. Fu il primo lavoro importante pubblicato da Kerouac, che solo sette anni dopo sarebbe diventato famoso con Sulla strada. L'opera è ricca di reminiscenze dello stile autobiografico di Thomas Wolfe. Come tutti gli scritti principali di Kerouac, il romanzo è essenzialmente autobiografico, anche se lo è meno della maggior parte dei suoi altri lavori. È anche un romanzo più tradizionale dei successivi, scritto in un periodo di anni e con molti più artifizi letterari di quanti non si trovano nella prosa spontanea tipica del Kerouac più maturo. La figura dell'autore viene scissa nei tre personaggi principali del romanzo, ognuno dei quali rappresenta una caratteristica propria di Kerouac: Joe Martin, rappresenta l'animo da vagabondo di Kerouac; Francis Martin il suo animo da intellettuale; Peter Martin quello da giocatore di football. La trama del romanzo, incentrato su due località differenti (la town è Galloway, dietro il quale pseudonimo si nasconde Lowell, città natale di Kerouac; la city, invece, è New York), narra la storia della famiglia Martin dal 1935 al 1946, in un periodo di tempo che va dagli ultimi anni del primo dopoguerra, caratterizzati da una tranquilla vita cittadina, ai primi anni del secondo dopoguerra, anni in cui si forma a New York il nucleo originario della Beat Generation. Le vicende della famiglia Martin fungono da microcosmo per la critica dell'autore alla scena americana contemporanea.

## Edizioni italiane
- Jack Kerouac, La città e la metropoli, traduzione di Bruno Armando, collana Universale tascabile n. 27, Newton Compton, Roma, 1981,  p. 455.
- Jack Kerouac, La città e la metropoli, traduzione di Bruno Armando, collana GTE n. 134, Newton Compton, Roma, 1992,  p. 453.
- Jack Kerouac, La città e la metropoli, traduzione di Bruno Armando, collana Classici n. 132, Newton Compton, Roma, 2000,  p. 453, ISBN 978-88-8289-330-9.